# Mollans-sur-Ouvèze
Mollans-sur-Ouvèze är en kommun i departementet Drôme i regionen Auvergne-Rhône-Alpes i sydöstra Frankrike. Kommunen ligger i kantonen Buis-les-Baronnies som tillhör arrondissementet Nyons. År 2022 hade Mollans-sur-Ouvèze 1 055 invånare.

## Befolkningsutveckling
Antalet invånare i kommunen Mollans-sur-Ouvèze
Referens:INSEE